# Martinelli's
Martinelli's è il marchio della S. Martinelli & Company, una società del settore bevande analcoliche, fondata dalla famiglia Martinelli a Watsonville, in California, dove ha attualmente sede. L'azienda è proprietà dei discendenti dei fondatori e ha mantenuto i propri siti produttivi nella Valle del Pajaro.
Iniziò l'attività, producendo un sidro spumante; i prodotti attualmente più venduti sono un sidro frizzante analcolico e il succo di mela, oltre a varie marche di bevande alla frutta, fra le quali un sidro acido commercializzato per alcuni mesi nel 2018.
Una strada di Watsonville è intitolata a quest'azienda.